# Lucas Piton
Lucas Piton Crivellaro (* 9. Oktober 2000 in Jundiaí) ist ein brasilianischer Fußballspieler. Der linke Außenverteidiger steht beim Erstligisten CR Vasco da Gama unter Vertrag.

## Karriere
Der in Jundiaí geborene Lucas Piton spielte in seiner Jugend Futsal und kam über den Nacional AC (SP) und den FC São Paulo im Jahr 2016 in die Nachwuchsabteilung vom SC Corinthians. Dort konzentrierte er sich im Lauf der Zeit immer mehr auf den Feldfußball und im August 2019 unterzeichnete der linke Außenverteidiger seinen ersten professionellen Vertrag bei den Timão. Am 8. Dezember 2019 (38. Spieltag) gab er bei der 1:2-Heimniederlage gegen Fluminense Rio de Janeiro sein Debüt in der höchsten brasilianischen Spielklasse, als er in der Halbzeitpause für Carlos Augusto eingewechselt wurde.
Zur nächsten Série A 2020 wurde er endgültig in den Kader der ersten Mannschaft befördert. In diesem Jahr spielte er bereits regelmäßig und insgesamt bestritt er 18 Ligaspiele.
Zur Saison 2023 wurde Piton an den Série A–Aufsteiger CR Vasco da Gama für 60 % der Transferrechte gekauft und eine Ablösesumme von ca. 16,6 Millionen Real verkauft. Der Kontrakt erhielt eine Laufzeit bis Jahresende 2026.